# Apchat
Apchat ist eine französische Gemeinde mit 159 Einwohnern (Stand: 1. Januar 2022) im Département Puy-de-Dôme in der Region Auvergne-Rhône-Alpes (vor 2016: Auvergne). Sie gehört zum Arrondissement Issoire und zum Kanton Brassac-les-Mines (bis 2015: Kanton Ardes).

## Geografie
Apchat liegt 43 Kilometer südlich von Clermont-Ferrand am Ostabhang des Zentralmassivs. Das Flüsschen Auze durchquert das Gemeindegebiet. Apchat wird umgeben von den Nachbargemeinden Ardes und Augnat im Norden, Saint-Gervazy im Osten und Nordosten, Léotoing im Südosten, Torsiac, Blesle, Autrac und Leyvaux im Süden, Anzat-le-Luguet im Südwesten sowie Mazoires im Westen und Nordwesten.

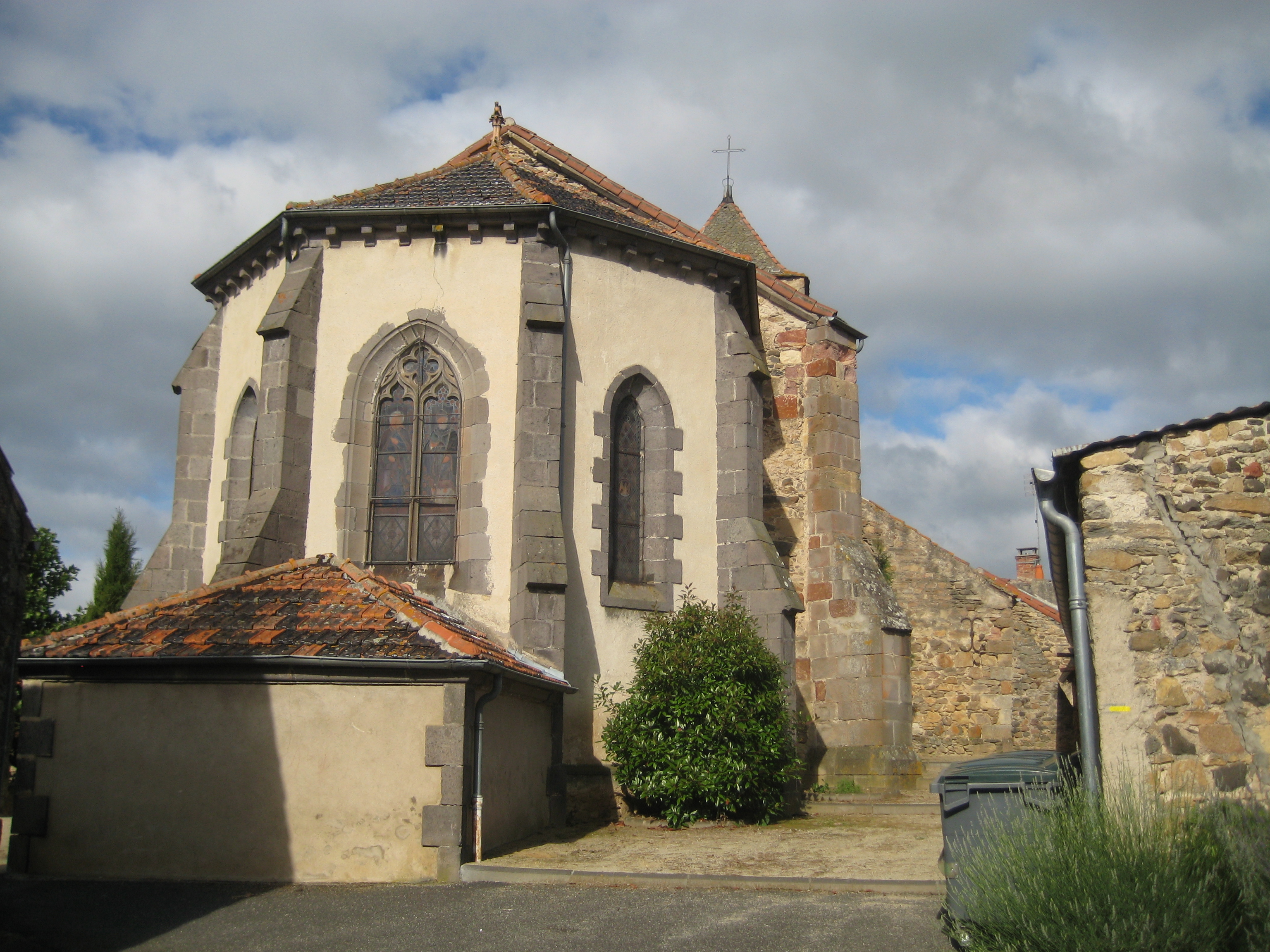
Kirche Saint-Médard

## Bevölkerungsentwicklung
| Jahr                       | 1962 | 1968 | 1975 | 1982 | 1990 | 1999 | 2006 | 2013 |
| Einwohner                  | 307  | 263  | 231  | 242  | 218  | 207  | 195  | 170  |
| Quellen: Cassini und INSEE |      |      |      |      |      |      |      |      |

## Sehenswürdigkeiten
- Kirche Saint-Médard aus dem 15./16. Jahrhundert
- Herrenhaus bzw. Schloss mit Donjon aus dem 15. Jahrhundert
- Schloss aus dem 18. Jahrhundert

## Söhne- und Töchter der Stadt
- Bernard Verdier (* 1943), Autorennfahrer und Politiker